# 2619 Skalnaté Pleso
A 2619 Skalnate Pleso (ideiglenes jelöléssel 1979 MZ3) a Naprendszer kisbolygóövében található aszteroida. Eleanor F. Helin, Schelte J. Bus fedezte fel 1979. június 25-én.
A Skalnaté pleso (Köves-tó) a Kő-pataki-tó szlovák neve.